# Penamon
Penamon (ou Penamoun) est le successeur éphémère de Néferkarê, il gouverne le delta occidental du Nil sous la XXVe dynastie à partir de 657 av. J.-C.. Son nom de roi est Meritaouyrê (« Rê aime le Double-Pays ») et son nom de naissance est Penamon qui signifie « Celui d'Amon ».

## Identification
Penamon n'apparaît sur aucune liste de rois et son cartouche endommagé n'a été retrouvé que sur un bloc de pierre provenant de Kôm Abou Billou (ancienne Térénuthis) dans l'ouest du delta du Nil,.
Selon Jürgen von Beckerath, Penamon aurait été un souverain local du Delta pendant la XXVe dynastie qui a adopté le titulariat royal ; von Beckerath soutient qu'il a placé son nom de Nesout-bity et son Nom de Sa-Rê dans le même cartouche, et que la partie perdue de celui-ci aurait pu contenir le hiéroglyphe pour « Rê » (N5 dans la liste des signes de Gardiner), c'est-à-dire le suffixe standard pour les praenomina pharaoniques, devenant ainsi Meritaouyrê,.
Se basant sur des raisons orthographiques, Kenneth Anderson Kitchen opte plutôt pour une datation plus tardive pour Penamon, estimant qu'il aurait dû régner pendant la période perse (débutant avec la XXVIIe dynastie) ou peut-être même plus tard.